# 전북특별자치도순창교육지원청
전북특별자치도순창교육지원청(全北特別自治道淳昌敎育支援廳, Sunchang Office of Education)은 전북특별자치도 순창군을 관할하는 전북특별자치도교육청 산하의 교육지원청이다.
교육장은 장학관으로 보한다.

## 산하 기관

### 초등학교
| - 구림초등학교 - 금과초등학교 - 동계초등학교 - 동산초등학교 | - 복흥초등학교 - 순창중앙초등학교 - 순창초등학교 - 시산초등학교 | - 쌍치초등학교 - 옥천초등학교 - 유등초등학교 - 인계초등학교 | - 적성초등학교 - 팔덕초등학교 - 풍산초등학교 |

### 중학교
| - 구림중학교 - 동계중학교 - 복흥중학교 - 순창북중학교 | - 순창여자중학교 - 순창중학교 - 쌍치중학교 |